# 니시시오다촌
니시시오다촌(일본어: 西塩田村)은 일본 나가노현 지사가타군에 있던 촌이다. 현재의 우에다시에 해당한다.

## 역사
- 1889년 4월 1일 - 정촌제 시행에 의해 1정 5촌의 구역을 확장해 성립하였다.
- 1956년 5월 1일 - 벳쇼촌, 히가시시오다촌, 나카시오다촌과 합병해 시오다정이 성립하여, 동일 니시시오다촌은 폐지되었다.

## 참고문헌
- 角川日本地名大辞典 20 長野県